# Jay Farrar
Jay Farrar, född 26 december 1966 i Belleville, Illinois, är en amerikansk låtskrivare och musiker, gitarrist, sångare och munspelare. Farrar blev känd under 1990-talet som medlem av alt-country-grupperna Uncle Tupelo och Son Volt. Han påbörjade en solokarriär 2001, vilken han sköter parallellt med Son Volt. Han spelar även med bandet Gob Iron, vilket han bildade 2006 tillsammans med Anders Parker.

## Diskografi, solo
Studioalbum
- 2001 – Sebastopol
- 2003 – Terroir Blues
- 2009 – One Fast Move or I'm Gone (med Benjamin Gibbard)
- 2012 – New Multitudes (med Will Johnson, Anders Parker och Yim Yames)

Livealbum
- 2004 – Stone, Steel & Bright Lights
- 2004 – Live In Seattle (med Mark Spencer och Eric Heywood)
- 2013 – Live In St. Louis

Album med Gob Iron
- 2006 – Death Songs For The Living

Singlar/EPs
- 2001 – "Voodoo Candle" / "Song" (med Varnaline)
- 2002 – ThirdShiftGrottoSlack (EP)
- 2004 – Live EP (EP)
- 2009 – "These Roads Don't Move" / "Sea Engines" (med Benjamin Gibbard)
- 2012 – Let's Multiply (EP) (med Will Johnson, Anders Parker och Yim Yames)

Se också diskografi Uncle Tupelo och Son Volt.